# John A. Searing
John Alexander Searing (ur. 14 maja 1805 w North Hempstead, zm. 6 maja 1876 w Mineola) – amerykański polityk, członek Partii Demokratycznej.

## Działalność polityczna
W 1854 zasiadał w New York State Assembly. W okresie od 4 marca 1857 do 3 marca 1859 przez jedną kadencję był przedstawicielem 1. okręgu wyborczego w stanie Nowy Jork w Izbie Reprezentantów Stanów Zjednoczonych.